# Bringer of Blood
Bringer of Blood è il quinto album in studio del gruppo musicale death metal statunitense Six Feet Under, pubblicato nel 2003.

## Tracce
1. Sick in the Head – 4:11
2. Amerika the Brutal – 3:01
3. My Hatred – 4:22
4. Murdered in the Basement – 2:19
5. When Skin Turns Blue – 3:27
6. Bringer of Blood – 2:54
7. Ugly – 2:58
8. Braindead – 3:44
9. Blind and Gagged – 3:09
10. Claustrophobic – 2:50
11. Escape from the Grave – 3:58

## Formazione
- Chris Barnes - voce
- Steve Swanson - chitarra
- Terry Butler - basso
- Greg Gall - batteria